# Florencia Labat
María Florencia Labat (Pergamino, 12 giugno 1971) è un'ex tennista argentina.

## Carriera
A livello Juniores ottiene buoni risultati, nel 1989 arriva ai quarti di finale del Roland Garros (sconfitta da Jennifer Capriati) e alla semifinale degli US Open in cui si arrende a Rachel McQuillan.
Tra le professioniste ottiene i risultati migliori nel doppio, in questa specialità vince sette titoli di cui buona parte in coppia con Alexia Dechaume.
In Fed Cup gioca un totale di quarantuno match con la squadra argentina vincendone ventiquattro.

## Statistiche

### Doppio

#### Vittorie (7)
| Legenda: Prima del 2009 | Legenda: Dal 2009     |
| ----------------------- | --------------------- |
| Grande Slam (0)         |                       |
| Ori Olimpici (0)        |                       |
| WTA Championships (0)   |                       |
| Tier I (0)              | Premier Mandatory (0) |
| Tier II (0)             | Premier 5 (0)         |
| Tier III (2)            | Premier (0)           |
| Tier IV & V (5)         | International (0)     |

| No. | Data            | Torneo                                   | Superficie  | Compagna            | Avversarie in finale              | Punteggio     |
| 1.  | 5 maggio 1991   | Taranto Open, Taranto                    | Terra rossa | Alexia Dechaume     | Laura Golarsa Ann Wunderlich      | 6–2, 7–5      |
| 2.  | 27 ottobre 1991 | Puerto Rico Open, San Juan               | Cemento     | Rika Hiraki         | Sabine Appelmans Camille Benjamin | 6–3, 6–3      |
| 3.  | 12 luglio 1992  | Gastein Ladies, Kitzbühel                | Terra rossa | Alexia Dechaume     | Amanda Coetzer Wiltrud Probst     | 6–3, 6–3      |
| 4.  | 26 luglio 1992  | San Marino CEPU Open, San Marino         | Terra rossa | Alexia Dechaume     | Sandra Cecchini Laura Garrone     | 7–6, 7–5      |
| 5.  | 30 agosto 1992  | Schenectady Open, Schenectady            | Cemento     | Alexia Dechaume     | Ginger Helgeson Shannan McCarthy  | 6–3, 1–6, 6–2 |
| 6.  | 23 maggio 1998  | Madrid Open, Madrid                      | Terra rossa | Dominique Van Roost | Rachel McQuillan Nicole Pratt     | 6–3, 6–1      |
| 7.  | 27 maggio 2000  | Internationaux de Strasbourg, Strasburgo | Terra rossa | Sonya Jeyaseelan    | Kim Grant María Vento-Kabchi      | 6–4, 6–3      |

### Risultati in progressione
| Sigla | Risultato               |
| ----- | ----------------------- |
| V     | Vincitore               |
| F     | Finalista               |
| SF    | Semifinalista           |
| O     | Oro olimpico            |
| A     | Argento olimpico        |
| SF    | Bronzo olimpico         |
| QF    | Quarti di Finale        |
| 4T    | Quarto turno            |
| 3T    | Terzo turno             |
| 2T    | Secondo turno           |
| 1T    | Primo turno             |
| RR    | Round Robin             |
| LQ    | Turno di qualificazione |
| A     | Assente                 |
| ND    | Non disputato           |

| Legenda superfici    |
| -------------------- |
| Cemento              |
| Terra battuta        |
| Erba                 |
| Superficie variabile |

#### Singolare nei tornei del Grande Slam
| Torneo          | 1989 | 1990 | 1991 | 1992 | 1993 | 1994 | 1995 | 1996 | 1997 | 1998 | 1999 | 2000 |
| --------------- | ---- | ---- | ---- | ---- | ---- | ---- | ---- | ---- | ---- | ---- | ---- | ---- |
| Australian Open | A    | A    | A    | 1T   | 2T   | 2T   | 1T   | 2T   | 2T   | 3T   | 2T   | 3T   |
| Open di Francia | A    | 1T   | 2T   | 1T   | 3T   | 1T   | 3T   | 1T   | 2T   | 1T   | A    | 2T   |
| Wimbledon       | A    | 1T   | A    | 1T   | 3T   | 4T   | 2T   | 3T   | 3T   | 1T   | A    | 2T   |
| US Open         | 2T   | 1T   | 3T   | 4T   | 1T   | 1T   | 3T   | 2T   | 4T   | 1T   | A    | 1T   |

#### Doppio nei tornei del Grande Slam
| Torneo          | 1989 | 1990 | 1991 | 1992 | 1993 | 1994 | 1995 | 1996 | 1997 | 1998 | 1999 | 2000 |
| --------------- | ---- | ---- | ---- | ---- | ---- | ---- | ---- | ---- | ---- | ---- | ---- | ---- |
| Australian Open | A    | A    | A    | 1T   | 3T   | 1T   | 2T   | 1T   | 1T   | 1T   | QF   | 3T   |
| Open di Francia | A    | 1T   | 2T   | 2T   | 1T   | 2T   | 2T   | A    | 2T   | 2T   | 3T   | 1T   |
| Wimbledon       | A    | A    | A    | 2T   | 1T   | 1T   | 1T   | 1T   | 1T   | 3T   | 3T   | 1T   |
| US Open         | 1T   | 1T   | 1T   | 1T   | 2T   | 1T   | 2T   | 2T   | 2T   | 2T   | 2T   | 1T   |

#### Doppio misto nei tornei del Grande Slam
| Torneo          | 1989 | 1990 | 1991 | 1992 | 1993 | 1994 | 1995 | 1996 | 1997 | 1998 | 1999 | 2000 |
| --------------- | ---- | ---- | ---- | ---- | ---- | ---- | ---- | ---- | ---- | ---- | ---- | ---- |
| Australian Open | A    | A    | A    | A    | A    | A    | A    | A    | A    | A    | 1T   | QF   |
| Open di Francia | A    | 1T   | 1T   | 2T   | 2T   | A    | A    | A    | 2T   | 2T   | A    | A    |
| Wimbledon       | A    | A    | A    | A    | 1T   | QF   | A    | A    | 2T   | 2T   | 2T   | A    |
| US Open         | A    | A    | A    | A    | A    | A    | A    | A    | A    | 1T   | 2T   | A    |

## Vittorie contro giocatrici top 10
| Stagione | 1998 | Totale |
| -------- | ---- | ------ |
| Vittorie | 1    | 1      |

| #    | Giocatrice     | Ranking | Evento                    | Superficie | Turno | Punteggio | Rank. FLR |
| ---- | -------------- | ------- | ------------------------- | ---------- | ----- | --------- | --------- |
| 1998 |                |         |                           |            |       |           |           |
| 1.   | Patty Schnyder | 10      | du Maurier Open, Montréal | Cemento    | 1T    | 6-4, 6-3  | 60        |